# Banca del Libano
La Banca del Libano (in arabo  مصرف لبنان< ‎?) è la banca centrale dello stato del Libano. È stata fondata il 1º agosto 1963 ed è diventata pienamente operativa il 1º aprile 1964. Nel 2023, Wassim Mansouri è diventato governatore ad interim della Banque du Liban dopo che il Libano non è riuscito a nominare un successore di Riad Salameh, il cui mandato è terminato a luglio. 2023.
Una delle responsabilità principali della banca è l'emissione della valuta libanese, la lira libanese. Altre responsabilità includono il mantenimento della stabilità monetaria, la regolamentazione dei trasferimenti di denaro e il mantenimento della solidità del settore bancario. Il settore bancario è una parte molto importante dell'economia libanese con oltre 100 banche diverse, il che rende il ruolo della BdL particolarmente importante. Attualmente possiede il 99,37% delle azioni della compagnia di bandiera libanese, Middle East Airlines. La BdL è anche l'azionista dominante della Intra Investment Company (IIC), che a sua volta possiede il 53% del Casino du Liban, rendendola l'unica banca centrale al mondo a governare un casinò di gioco in stile Las Vegas.
Oltre alla filiale principale di Beirut, ha filiali ad Aley, Baalbeck , Bikfaya, Jounieh, Nabatiye, Sidone, Tripoli, Tiro e Zahlé .

## Storia
Dopo la fine della sovranità della Banca Ottomana su quello che oggi è il Libano, gli inglesi introdussero la sterlina egiziana come valuta. In conformità con l'accordo firmato il 15 settembre 1919 tra i governi francese e britannico, una nuova autorità occupante iniziò a governare il Libano. Le truppe francesi sostituirono quelle britanniche sotto il comando del generale Gouraud, nominato il 12 ottobre 1919. Di conseguenza, l'uso della valuta egiziana adatta al Tesoro britannico divenne inappropriato. Per sostituire la sterlina egiziana, il governo francese decise di dotare la Siria (incluso il Libano) di una valuta nazionale con il decreto n. 129 emesso dall'Alto Commissario il 13 marzo 1920. Il 1º settembre 1920 il rappresentante della Francia proclamò la Grande Siria . Nel 1920, la Banca di Siria ricevette la concessione di emettere la sterlina siriana , che divenne moneta legale il 1º maggio 1920. Nel 1939 la valuta libanese fu ufficialmente separata da quella siriana, sebbene fosse ancora ancorata al franco francese e rimanesse scambiabile con la moneta siriana.
La Banque du Liban è stata fondata il 1 agosto 1963 con decreto n. 13513. Entrò in funzione il 1º aprile 1964. BDL è una persona giuridica di diritto pubblico che gode di autonomia finanziaria e amministrativa. Non è soggetto alla regolamentazione e ai controlli amministrativi applicabili al settore pubblico. Il capitale è completamente di proprietà dello Stato.
Attualmente, la sterlina libanese è sostenuta da riserve in oro e dollari. Ciò è dovuto al fatto che l’attività economica si svolge principalmente in dollari USA , con un tasso di dollarizzazione dei depositi bancari molto elevato.

## Controversie
Nel novembre 2020, il Wall Street Journal ha riferito che gli Stati Uniti e altri paesi occidentali hanno richiesto un audit forense della Banque du Liban (BDL), poiché accusata di riciclaggio di denaro, corruzione e collegamenti con Hezbollah.
Nel 2023, è stato riferito che l'audit forense, una richiesta chiave della comunità internazionale e del Fondo monetario internazionale, aveva rivelato anni di cattiva condotta da parte dell'ex governatore della banca Riad Salameh e 111 milioni di dollari in "commissioni illegittime". L’audit ha riguardato il periodo 2015-2020.
Tra le altre cose, il rapporto di audit descrive in dettaglio la pratica di ingegneria finanziaria della BDL, che, a partire dal 2015, ha consentito alle banche locali di attrarre depositi in dollari dall'estero e poi chiedere ai finanziatori di depositare i dollari presso BDL. In cambio, ai finanziatori locali sono stati concessi tassi di interesse superiori a quelli del mercato internazionale. Secondo l’audit, la banca centrale ha mascherato perdite pari a 76 miliardi di dollari attraverso l’ingegneria finanziaria. Salameh ha affermato che il consiglio centrale della banca ha ritenuto che l'ingegneria finanziaria fosse "la migliore risposta al deterioramento della bilancia dei pagamenti" e che non era "intervenuto" nel processo decisionale. BDL ha affermato che le operazioni sono legali.
Il 10 agosto 2023, gli Stati Uniti, il Regno Unito e il Canada hanno imposto sanzioni a Salameh e ad una manciata di suoi parenti stretti e associati a causa di accuse di corruzione. Nel frattempo, Francia, Germania e Lussemburgo stavano indagando su Salameh e diversi suoi stretti collaboratori per presunti crimini finanziari, tra cui arricchimento illecito e riciclaggio di denaro per 330 milioni di dollari. Francia e Germania hanno emesso avvisi dell'Interpol per Salameh nel maggio 2023; tuttavia, il Libano non consegna i suoi cittadini a paesi stranieri.